# Hoplochaetina polycystis
Hoplochaetina polycystis är en ringmaskart som beskrevs av Lee 1952. Hoplochaetina polycystis ingår i släktet Hoplochaetina och familjen Acanthodrilidae. Inga underarter finns listade i Catalogue of Life.